# Wasilij Wasiljew (piłkarz)
Wasilij Aleksandrowicz Wasiljew, ros. Василий Александрович Васильев (ur. 15 maja 1927 we wsi Bagariak, w obwodzie czelabińskim, Rosyjska FSRR, zm. 10 listopada 1993 w Soczi, Rosja) – rosyjski piłkarz, grający na pozycji pomocnika, a wcześniej napastnika, trener piłkarski.

## Kariera piłkarska

### Kariera klubowa
W 1950 roku rozpoczął karierę piłkarską w klubie Dinamo Swierdłowsk. W 1948-1949 grał w Krylja Sowietow Mołotow. W przeniósł się do Krylja Sowietow Kujbyszew. W 1956 przeszedł do zespołu Trudowyje Riezierwy Leningrad. W 1961 zakończył karierę piłkarską w Admirałtiejcu Leningrad.

## Kariera trenerska
Po zakończeniu kariery zawodniczej rozpoczął pracę szkoleniową. Prowadził kluby Trudowyje Riezierwy Kursk, Komunareć Ałczewsk, Karpaty Lwów, Stroitiel Soczi, Maszuk Piatigorsk, Trud Woroneż i Szachtar Kadijewka. Potem pracował ponownie z woroneżskim klubem, który zmienił nazwę na Fakieł. Następnie trenował kluby Cemient Noworosyjsk i Wołgar Astrachań.

## Sukcesy i odznaczenia

### Odznaczenia
- tytuł Mistrza Sportu ZSRR: 1959
- tytuł Zasłużonego Trenera Ukraińskiej SRR: 1971